# Acanthermia concatenalis
Acanthermia concatenalis är en fjärilsart som beskrevs av W. Warren 1889. Acanthermia concatenalis ingår i släktet Acanthermia och familjen nattflyn. Inga underarter finns listade i Catalogue of Life.